# Devics
I Devics sono una band dream pop di Los Angeles, California formato da Sara Lov e Dustin O'Halloran. La loro musica è dolce e malinconica, con un cantato intenso ed arrangiamenti raffinati.

## Discografia
- 1996 - Buxom (Splinter Records)
- 1998 - If You Forget Me... (Splinter Records)
- 2000 - The Ghost in the Girl (Splinter Records, EP)
- 2001 - My Beautiful Sinking Ship (Bellaire)
- 2003 - Ribbons (Splinter Records, EP)
- 2003 - Red Morning/Sunny (Bella Union Records, singolo)
- 2003 - In Your Room (Bella Union, EP)
- 2003 - The Stars at Saint Andrea (Bella Union,)
- 2003 - Don't Take It Away (Bella Union, EP)
- 2005 - Distant Radio (Leftwing Recordings, EP)
- 2006 - Push the Heart (Reincarnate Music)